# Рик Стернбак
Ричард Мајкл Стернбак (рођен 1951. у граду Бриџпорт, Конектикат) познат је највише по илустрацијама свемира и доприносу Звезданим стазама, на којима је радио као илустратор и технички саветник од 1987. до 2001.

## Почеци
Стернбак је 1969. уписао ликовну уметност на Универзитету у Конектикату, али је после неколико година прешао на биологију мора. Напустивши универзитет, постао је илустратор књига и часописа, почев од насловне илустрације за Аналог из октобра 1973. Помогао је 1976. да се оснује Удружење ликовних уметника епске и научне фантастике (ASFA), ради давања савета уметницима о уговорима и ауторским правима. Подстакнут причом о Ралфу Макворију, који је радио у аерокосмичкој индустрији а онда на Звезданим ратовима, Стернбак се 1977. преселио у Калифорнију, где је тражио послове на филмовима и телевизији.

## Филмови
После неких задатака за Дизнија и PBS, Стернбаку је понуђено у априлу 1978. да буде један од илустратора на Звезданим стазама: играном филму. Као члан ликовног одељења, у којем је радио и Мајк Мајнор, Стернбак је цртао контролне табле и знакове за бродски простор. Учествовао је и у стварању анимиране сцене с астероидом у црвоточини, те помогао да се прикупи материјал из агенције NASA/JPL, који се користио за пројектовање В’џера.